# این شهر (ترانه نایل هوران)
«این شهر» (به انگلیسی: This Town) تک‌آهنگی از هنرمند اهل جمهوری ایرلند نایل هوران است.
این تک‌آهنگ در چارت‌های در رتبه اول و در چارت‌های اسکاتلند، استرالیا، بریتانیا جزو ده ترانه اول قرار گرفت.